# Sportinė Aviacija LAK-17
Die LAK-17 ist ein Hochleistungssegelflugzeug für die 15-m-/18-Meter-Klasse vom Hersteller Sportinė aviacija ir Ko in Litauen.

## Konstruktion
Die LAK-17 ist ein Mitteldecker in Faserverbundkunststoff-Bauweise mit Wölbklappen, einziehbarem Fahrwerk und Wasserballasttanks in den Flügeln. Sie hatte ihren Erstflug am 9. Juli 1992 in Prienai und ist zertifiziert nach JAR22.
2013 wurde die LAK-17b „Mini“ vorgestellt, die mit nur 13,5 m Spannweite am 6. Mai 2013 ihren Jungfernflug absolvierte. 2014 erfolgte dann die Vorstellung der LAK-17b mit 21 m Spannweite (Erstflug 30. Mai 2014). Damit ist die LAK-17 das einzige bekannte Segelflugzeug, dessen Spannweite zwischen 13,5 m / 15 m / 18 m und 21 m variiert. Allerdings sind weder die „Mini“ noch die Version mit 21 m Spannweite in der Musterzulassung (Stand Oktober 2014) enthalten.

## Versionen

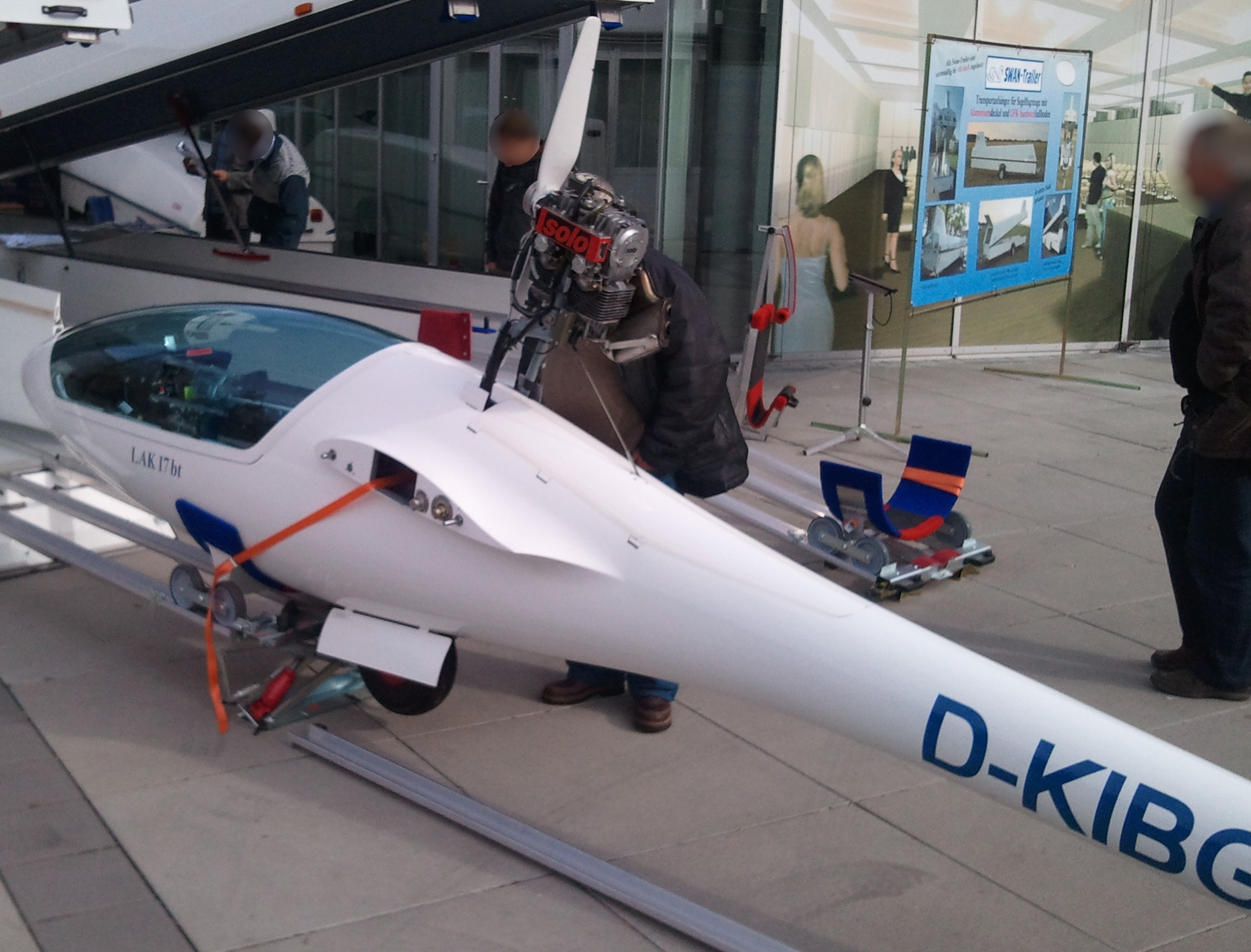
Rumpf der LAK-17bt mit ausgeklapptem Triebwerk

LAK-17A
Wölbklappensegelflugzeug mit 15 oder 18 Meter Spannweite.
LAK-17AT
Variante der LAK-17A mit Heimkehrhilfe. Luftgekühlter Zweizylinder-Zweitaktmotor Solo 2350 mit 19,6 kW als Klapptriebwerk.
LAK-17A FES
Variante der LAK-17A mit elektrischer Heimkehrhilfe „Front Electric Sustainer“.
LAK-17B
Verbesserte Variante der LAK-17A mit neuem Flügelprofil und veränderter Geometrie.
LAK-17BT
Variante der LAK-17B mit Klapptriebwerk Solo 2350 als Heimkehrhilfe.
LAK-17B FES
Variante der LAK-17B mit elektrischer Heimkehrhilfe „Front Electric Sustainer“.
LAK-17C FES
Variante der LAK-17B FES mit höherem Fahrwerk und verbesserter Batterie für Eigenstartfähigkeit (Erstflug 2020).
Eine „standardisierte“ Version der LAK-17A mit fest eingestelltem Flügelprofil und angepasstem Einstellwinkel wird vom Hersteller als LAK-19 angeboten.

## Technische Daten
| Technische Daten der                 | LAK-17A         | LAK-17A         | LAK-17AT      | LAK-17AT      | LAK-17B                | LAK-17B                | LAK-17BT      | LAK-17BT      | LAK-17BT        | LAK-17B FES       | LAK-17B FES       | LAK-17B FES       |
| ------------------------------------ | --------------- | --------------- | ------------- | ------------- | ---------------------- | ---------------------- | ------------- | ------------- | --------------- | ----------------- | ----------------- | ----------------- |
| Spannweite                           | 15 m            | 18 m            | 15 m          | 18 m          | 15 m                   | 18 m                   | 15 m          | 18 m          | 21 m            | 15 m              | 18 m              | 21 m              |
| Flügelfläche                         | 9,06 m²         | 9,8 m²          | 9,06 m²       | 9,8 m²        | 9,18 m²                | 10,32 m²               | 9,18 m²       | 10,32 m²      | 11,58 m²        | 9,18 m²           | 10,32 m²          | 11,58 m²          |
| Flügelstreckung                      | 24,63           | 33              |               |               | 24,51                  | 31,39                  | 24,51         | 31,39         | 38,08           | 24,51             | 31,39             | 38,08             |
| Rumpflänge                           | 6,53 m          | 6,53 m          | 6,53 m        | 6,53 m        | 6,53 m                 | 6,53 m                 | 6,53 m        | 6,53 m        | 6,53 m          | 6,53 m            | 6,53 m            | 6,53 m            |
| Höhe                                 | 1,29 m          | 1,29 m          | 1,29 m        | 1,29 m        | 1,32 m                 | 1,32 m                 | 1,32 m        | 1,32 m        | 1,32 m          | 1,32 m            | 1,32 m            | 1,32 m            |
| Leermasse                            | 220 kg          | 226 kg          |               |               | 250 kg                 | 260 kg                 | 296,4 kg      | 306,4 kg      | 332 kg          | 325 kg            | 335 kg            |                   |
| max. Startmasse                      | 453 kg          | 453 kg          | 500 kg        | 500 kg        | 550 kg                 | 600 kg                 | 550 kg        | 600 kg        | 600 kg          | 550 kg            | 600 kg            |                   |
| Flächenbelastung                     | 31,5–50 kg/m²   | 30,1–46,2 kg/m² | 36,4–55 kg/m² | 34,2–51 kg/m² | 34,85–59,91 kg/m²      | 31,97–58,13 kg/m²      | 40,8–60 kg/m² | 37,8–58 kg/m² | 34,7–51,8 kg/m² | 42–60 kg/m²       | 35–58 kg/m²       |                   |
| max. Zuladung Cockpit                | 110 kg          | 110 kg          |               |               |                        |                        |               |               |                 |                   |                   |                   |
| max. Wasserballast Flügeltank        | 190 kg          | 190 kg          | 180 kg        | 180 kg        | 160 kg                 | 200 kg                 | 180 kg        | 200 kg        | 200 kg          | 150 kg            | 190 kg            |                   |
| Rumpfballast                         | –               |                 |               |               | max. 30 kg (opt. Tank) | max. 30 kg (opt. Tank) |               |               |                 | 31 kg (Batterien) | 31 kg (Batterien) | 31 kg (Batterien) |
| max. Treibstoff                      | –               | –               | 7,5 l         | 7,5 l         | –                      | –                      | 8 l           | 8 l           |                 | –                 | –                 | –                 |
| Höchstgeschwindigkeit                | 275 km/h        | 275 km/h        | 275 km/h      | 275 km/h      | 270 km/h               | 270 km/h               | 275 km/h      | 275 km/h      | 220 km/h        | 275 km/h          | 275 km/h          |                   |
| Manövergeschwindigkeit               | 215 km/h        | 215 km/h        | 190 km/h      | 190 km/h      | 205 km/h               | 205 km/h               | 205 km/h      | 205 km/h      | 205 km/h        | 205 km/h          |                   |                   |
| Geringstes Sinken                    | 0,53 m/s        | 0,48 m/s        |               |               |                        |                        |               |               |                 |                   |                   |                   |
| Gleitzahl ohne Ballast               | 44 bei 95 km/h  | 49 bei 95 km/h  |               |               |                        |                        |               |               |                 |                   |                   |                   |
| Gleitzahl mit Ballast                | 45 bei 115 km/h | 50 bei 115 km/h |               |               |                        |                        |               |               |                 |                   |                   |                   |
| Segelflug-Index (Stand 2018)         | 113             | 117             |               |               |                        |                        |               |               |                 |                   |                   |                   |
| zulässige Lastvielfache ohne Ballast | +7,2/−3,6 g     |                 | +5,3/−2,65 g  | +5,3/−2,65 g  |                        |                        | +5,3/−2,65 g  | +5,3/−2,65 g  | +5,3/−2,65 g    |                   |                   |                   |
| zulässige Lastvielfache mit Ballast  | +5,3/−2,7 g     |                 | +5,3/−2,65 g  | +5,3/−2,65 g  |                        |                        |               |               |                 |                   |                   |                   |